# Liraz Charhi
Liraz Charhi (in ebraico לירז צ'רכי‎?; Ramla, 31 maggio 1978) è una cantante e attrice israeliana naturalizzata statunitense.
Ha iniziato a cantare e recitare all'età di 5 anni, e ha iniziato come attrice teatrale all'Habima National Theatre, dove ha lavorato professionalmente dagli 11 ai 14 anni, per poi studiare alla Beit Zvi Stage Arts School. È apparsa nella serie televisiva israeliana Ha-Masa'it nel 2002 e ha ottenuto ulteriore attenzione dopo una nomination da parte della Israeli Film Academy per il suo ruolo nel film del 2004 Turn Left at the End of the World (Sof Ha'Olam Smola). È stata invitata all'Israele Film Festival di Los Angeles nel 2006, dopo di che ha fatto irruzione a Hollywood. Da allora Charhi è diventata famosa per i suoi ruoli nella mini serie francese Revivre e nei film Fair Game - Caccia alla spia (2010) e Una fragile armonia (2012) in cui interpreta la fidanzata jogger e flamenco di Philip Seymour Hoffman.

## Vita privata
È stata sposata con il cantante Ziv Kojo dal 2004 al 2010. Come cantante ha pubblicato i singoli "Od Tzohorayim" e "Al Tafsik" che sono stati trasmessi in radio in Israele.

## Filmografia
- Turn Left at the End of the World (Sof Ha'Olam Smola), regia di Avi Nesher (2004)
- Fair Game - Caccia alla spia (Fair Game), regia di Doug Liman (2010)
- Sabri Maranan, autori Yaniv Polishuk, Ruby Duenyas, 2 episodi (2011-2013)
- Una fragile armonia, regia di Yaron Zilberman (2012)